# Massalompolo (sjö i Enare, Lappland)
Massalompolo är en sjö i kommunen Enare i landskapet Lappland i Finland. Sjön ligger 148 meter över havet. Arean är 36 hektar och strandlinjen är 5,05 kilometer lång. Sjön  ingår i Pasvik älvs huvudavrinningsområde.   Den ligger omkring 340 kilometer norr om Rovaniemi och omkring 1000 kilometer norr om Helsingfors. 
Massalompolo ligger öster om Katoslompolo och nordväst om Mellalompola. 